# Université Texas Tech
L'université Texas Tech (en anglais : Texas Tech University) est une université américaine située dans la ville de Lubbock, au Texas, aux États-Unis. Elle a été fondée en 1923, et compte plus de 28 000 élèves en cycles undergraduate et postgraduate avec un grand campus de 7,44 km2. Ils possèdent une équipe de sport universitaire : les Red Raiders de Texas Tech.

## Personnalités liées à l'université

### Étudiants
L'association des anciens étudiants, la Texas Tech Alumni Association, compte plus de 27 000 membres. Parmi ces anciens élèves figure Demetrio Lakas Bahas, qui a été président du Panama de 1969 à 1978, mais aussi plusieurs astronautes, dont Rick Husband. Plusieurs personnalités du monde des affaires sont également passées par cette université, comme par exemple Angela Braly, ou encore,dans une entreprise plus modeste, Roy Seiders, un des deux fondateurs de Yeti. Des sportifs également, comme les joueurs de football américain Donny Anderson, Zach Thomas, Patrick Mahomes ou Dakota Allen, et des musiciens tels que John Denver, ou Susan Graham.

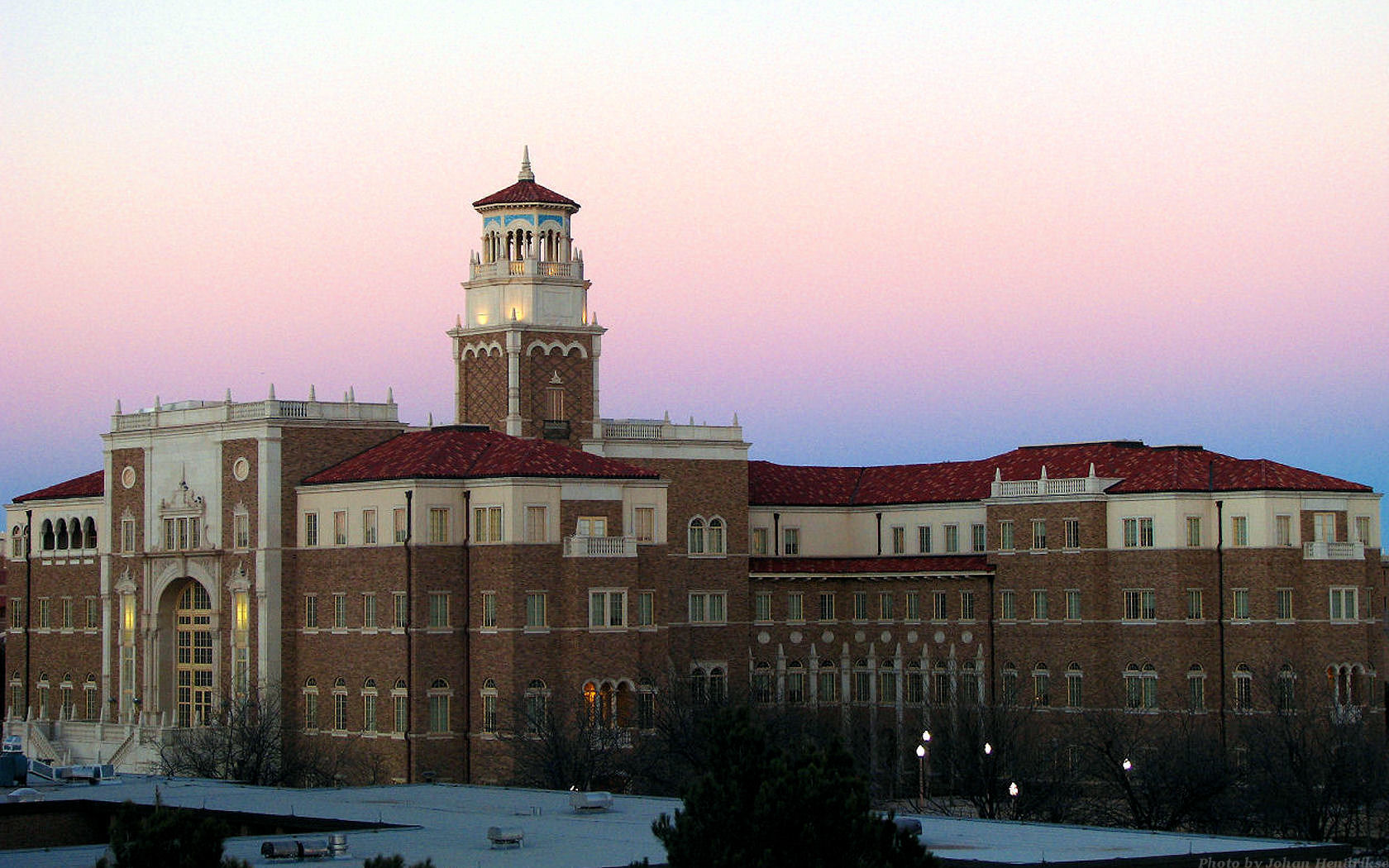
English Philosophy Building.